# Australische pelikaan
De Australische pelikaan of brilpelikaan (Pelecanus conspicillatus) is een grote watervogel, die in grote aantallen voorkomt op binnenwater en langs de kust van Australië en Nieuw-Guinea, maar ook op Fiji, in het oostelijk deel van Indonesië en als dwaalgast in Nieuw-Zeeland.

## Kenmerken entaxonomie
De Australische pelikaan is een middelgrote pelikaan van gemiddeld 160-180 cm, een spanwijdte van 230-250 cm en een gewicht van 4-10 kg. Ze zijn overwegend wit van kleur met uitzondering van de uiteinden van de voorste handpennen, die zwart gekleurd zijn. Zelfs voor een pelikaan is de bleekroze snavel enorm fors; relatief is het de grootste (vogel)snavel. De grootste gemeten snavel van een Australische pelikaan was 49 cm.
Dat de soort ook in Nieuw-Zeeland voorkwam ontdekte men in 1890 aan de hand van een vogel die op het Noordereiland werd afgeschoten en bovendien van deels gefossiliseerd botmatieraal van het dier. Op grond hiervan werden de Nieuw-Zeelandse exemplaren ingedeeld in een eigen soort, Pelecanus novaezealandiae aangezien ze groter leken te zijn. Op basis van nieuw materiaal werd in 1998 vastgesteld dat de Nieuw-Zeelandse en Australische populatie tot dezelfde soort behoren.

## Verspreiding en leefgebied
Australische pelikanen hebben een verspreidingsgebied dat zich uitstrekt van oostelijk Indonesië tot Nieuw-Zeeland en Fiji. Het meest algemeen is het dier echter in Australië en op Nieuw-Guinea.
De pelikanen hebben een grote voorkeur voor grote watervlakten waar weinig tot geen vegetatie in voorkomt, maar rijk zijn aan vis. De leefomgeving rond het water is van weinig belang, dat kan bos, grasland, een woestijn, een wad in een rivierdelta, een aangeharkt stadspark of een kaal industriegebied zijn.
Australische pelikanen volgen geen vaste trekroutes, maar ze trekken wel naar plaatsen die rijk aan vis zijn. Toen het normaal droogstaande Eyremeer tussen 1974 en 1976 vol water stond, waren er aan de kust nog maar weinig pelikanen. Toen de grote zoutmeren weer opdroogden, verspreidde de populatie zich weer. Er werden toen vluchten van duizenden vogels waargenomen aan de Australische noordkust en er waren vogels die wegtrokken naar andere gebieden tot aan Christmaseiland, Palau en Nieuw-Zeeland.
De Australische pelikaan heeft dus een enorm groot verspreidingsgebied en daardoor alleen al is de kans op de status kwetsbaar (voor uitsterven) uiterst gering. De grootte van de populatie is niet gekwantificeerd, maar waarschijnlijk stabiel. Om deze redenen staat deze pelikaan als niet bedreigd op de Rode Lijst van de IUCN.

## Voortplanting
Australische pelikanen leggen in de regel een à twee eieren. Na het uitkomen van de eieren wordt bij voedselschaarste een van de kuikens bij het voeren "voorgetrokken", zodat het kleinste kuiken uiteindelijk van de honger sterft. De eerste twee weken voeren de oudervogels de kuikens voorverteerde vis, maar in de laatste twee maanden krijgen ze kleine vissen en zo nu dan andere gewervelde en ongewervelde prooien.

## Foto's

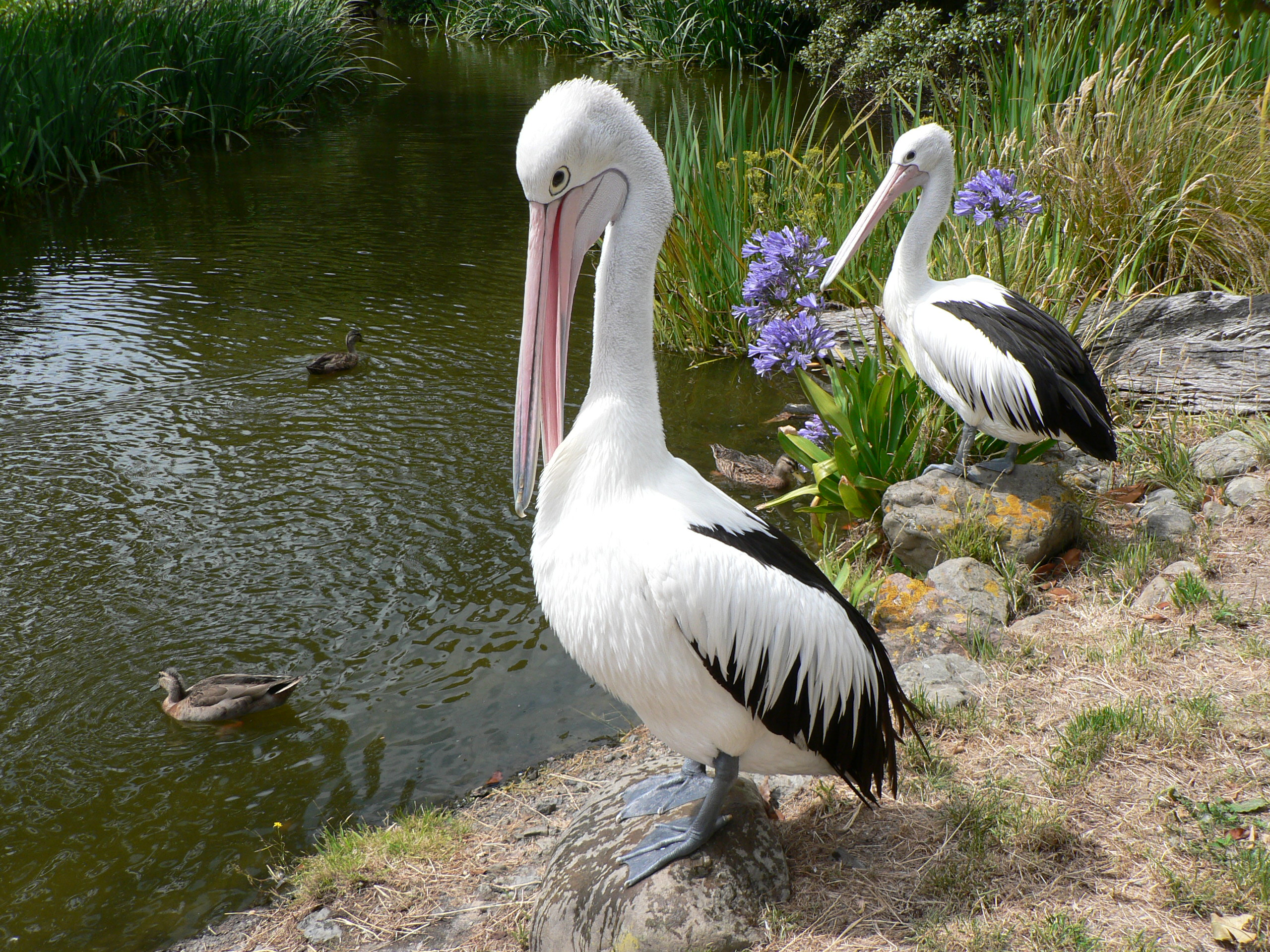
Pelikanen, door Peter Halasz
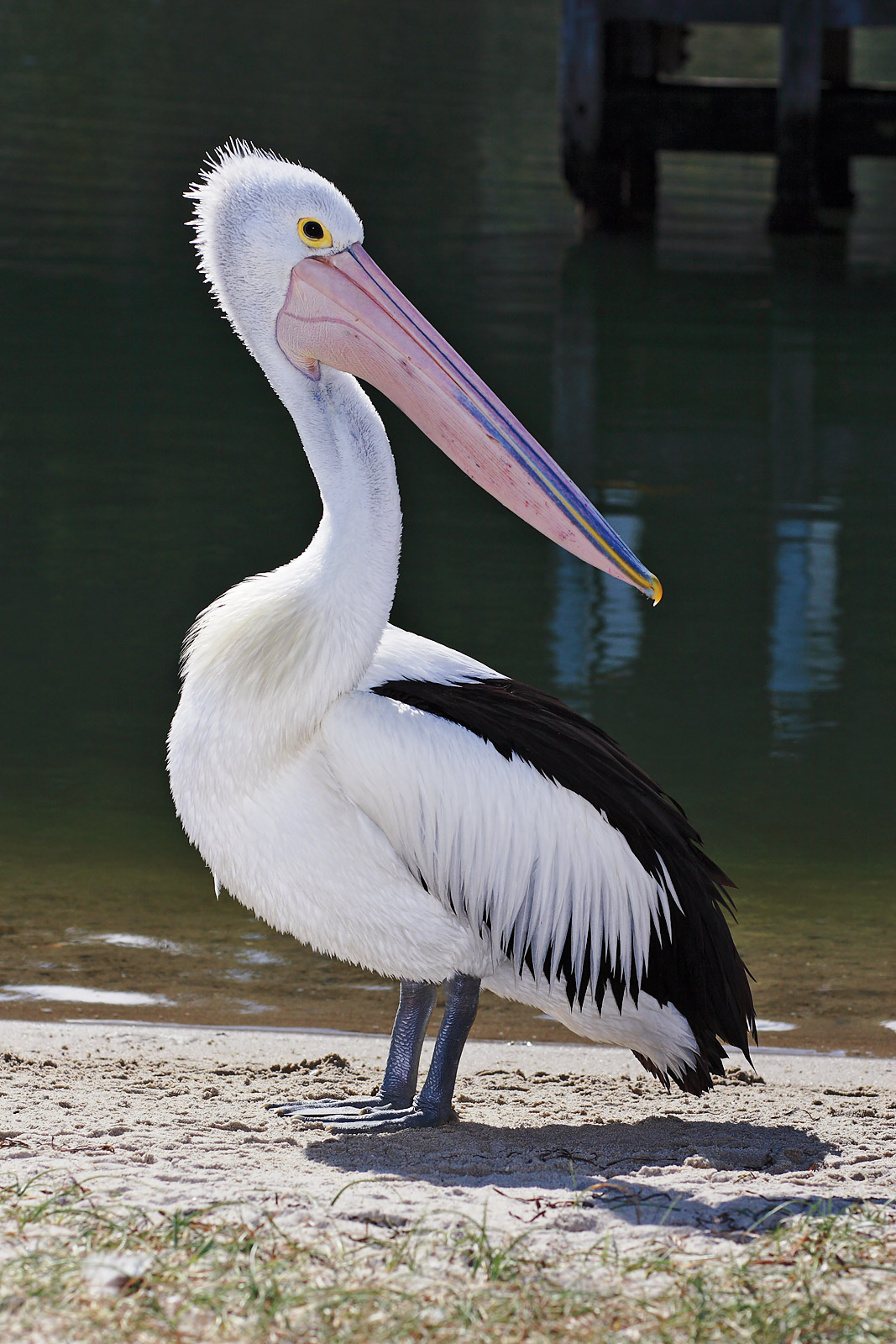
Pelikaan bij Lakes Entrance, Victoria
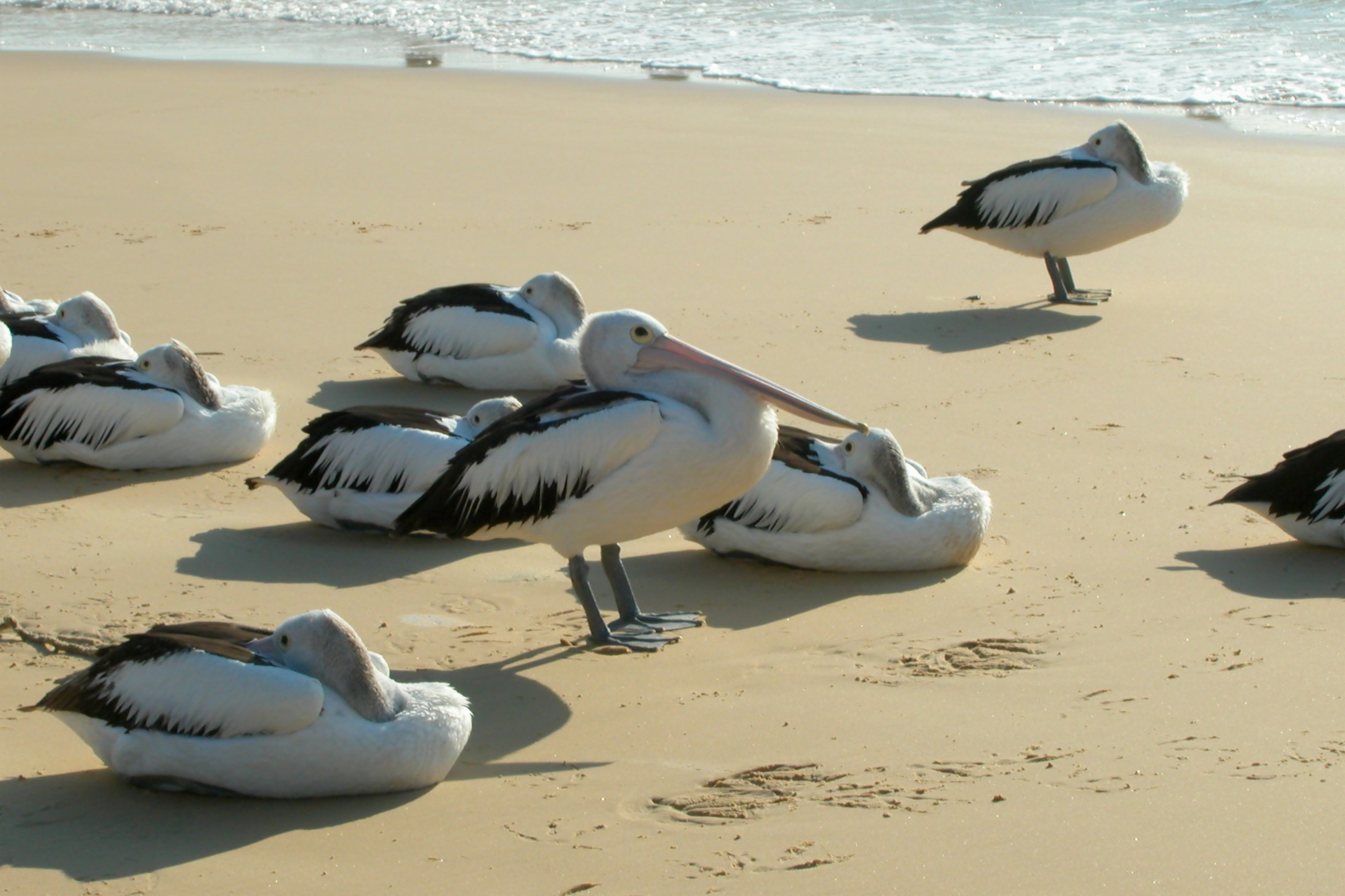
Op het strand van Moretoneiland rustende pelikanen
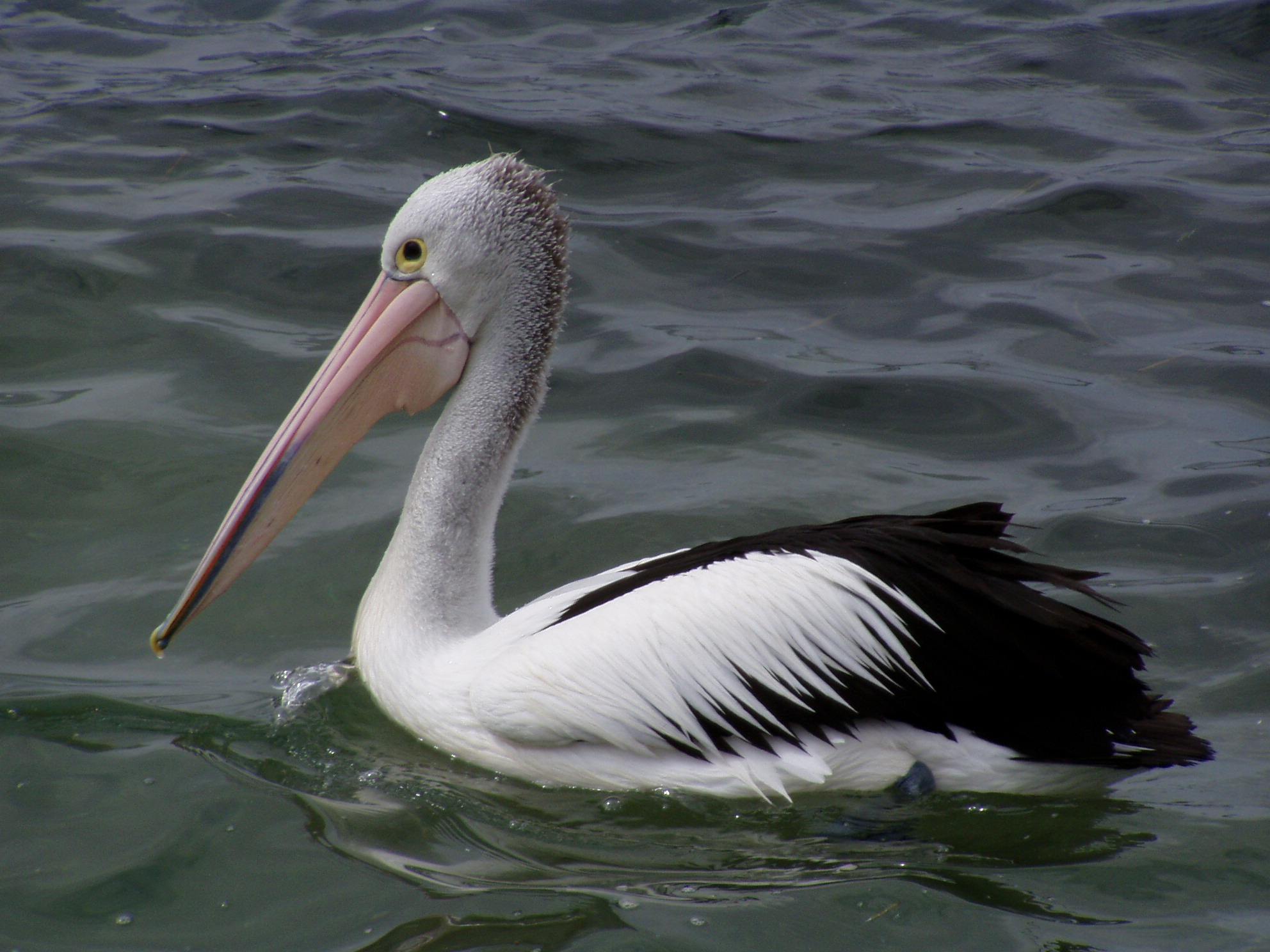
Te water in Batemans Bay Wharf, New South Wales
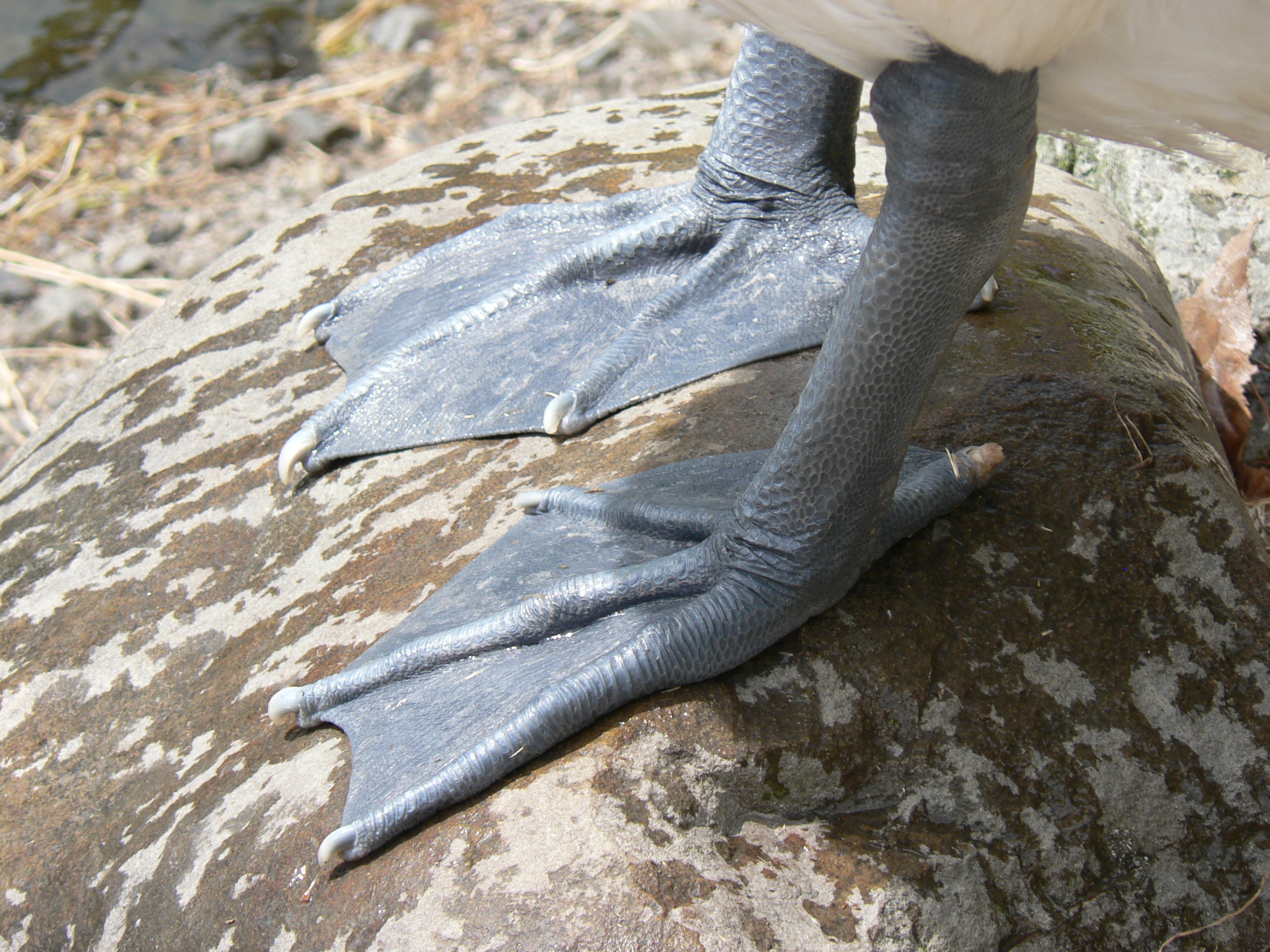
De poten van de Australische pelikaan.
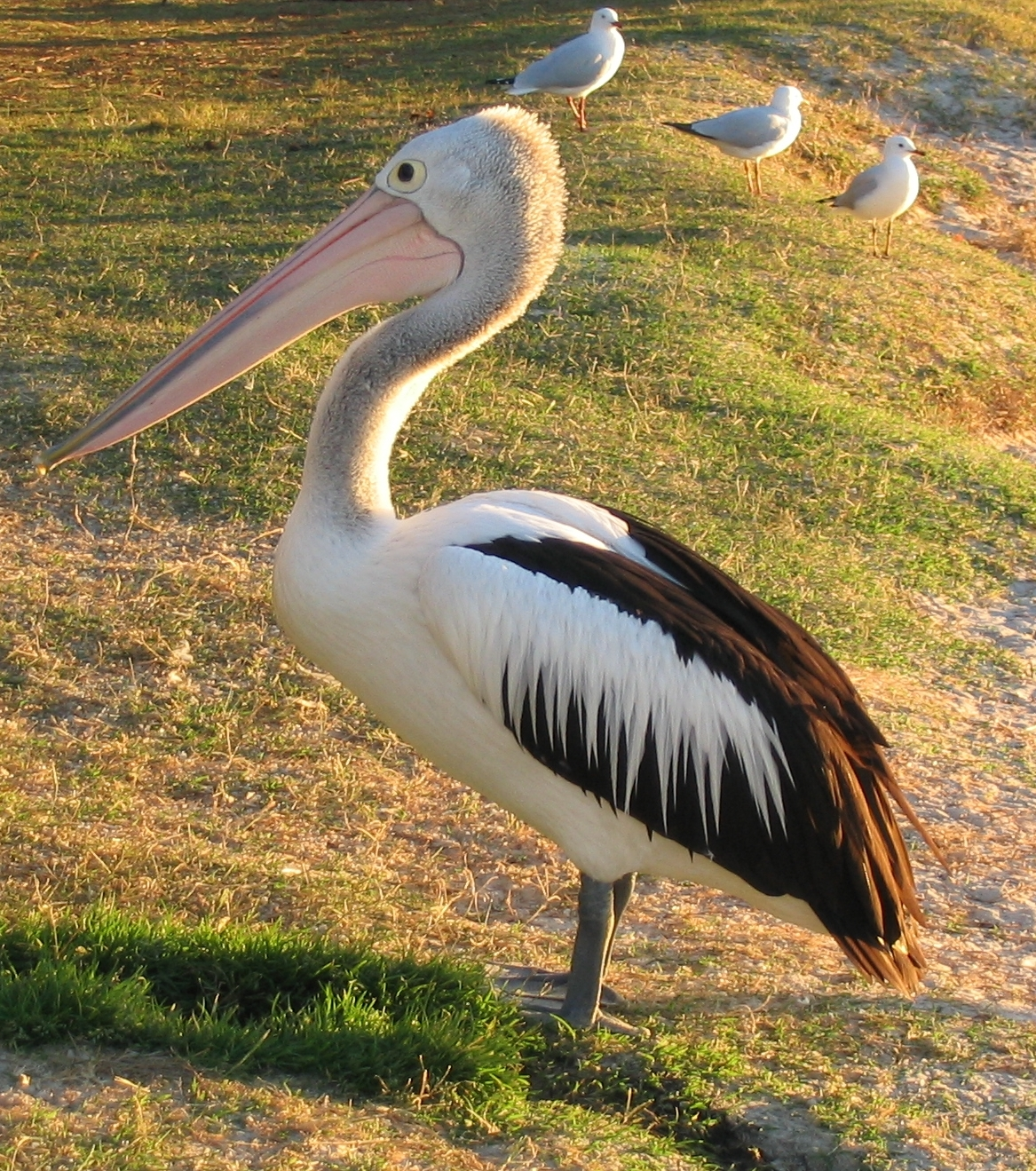
in Noosaville in Queensland